# Svegro

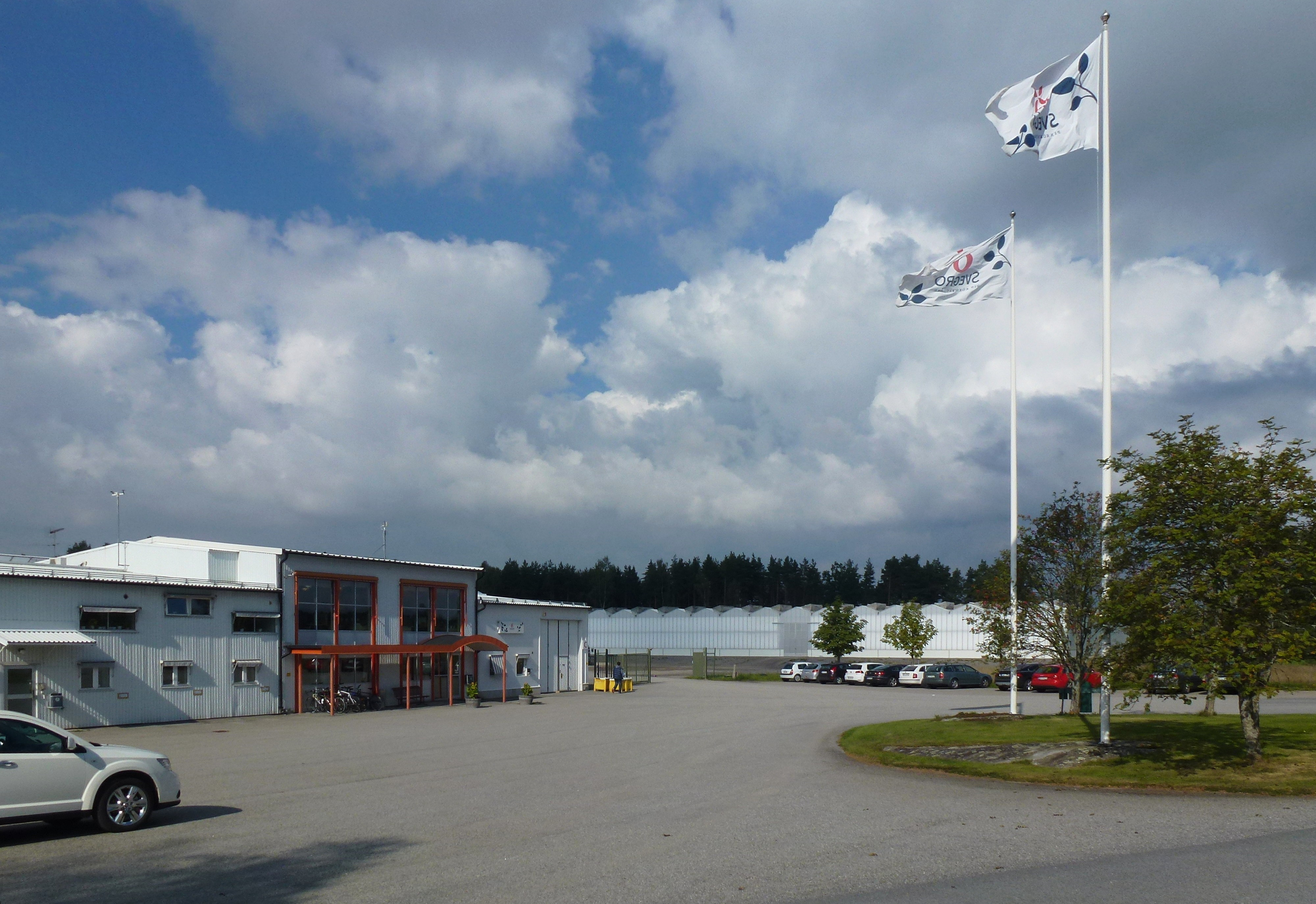
Svegros kontor och växthus i Torslunda.

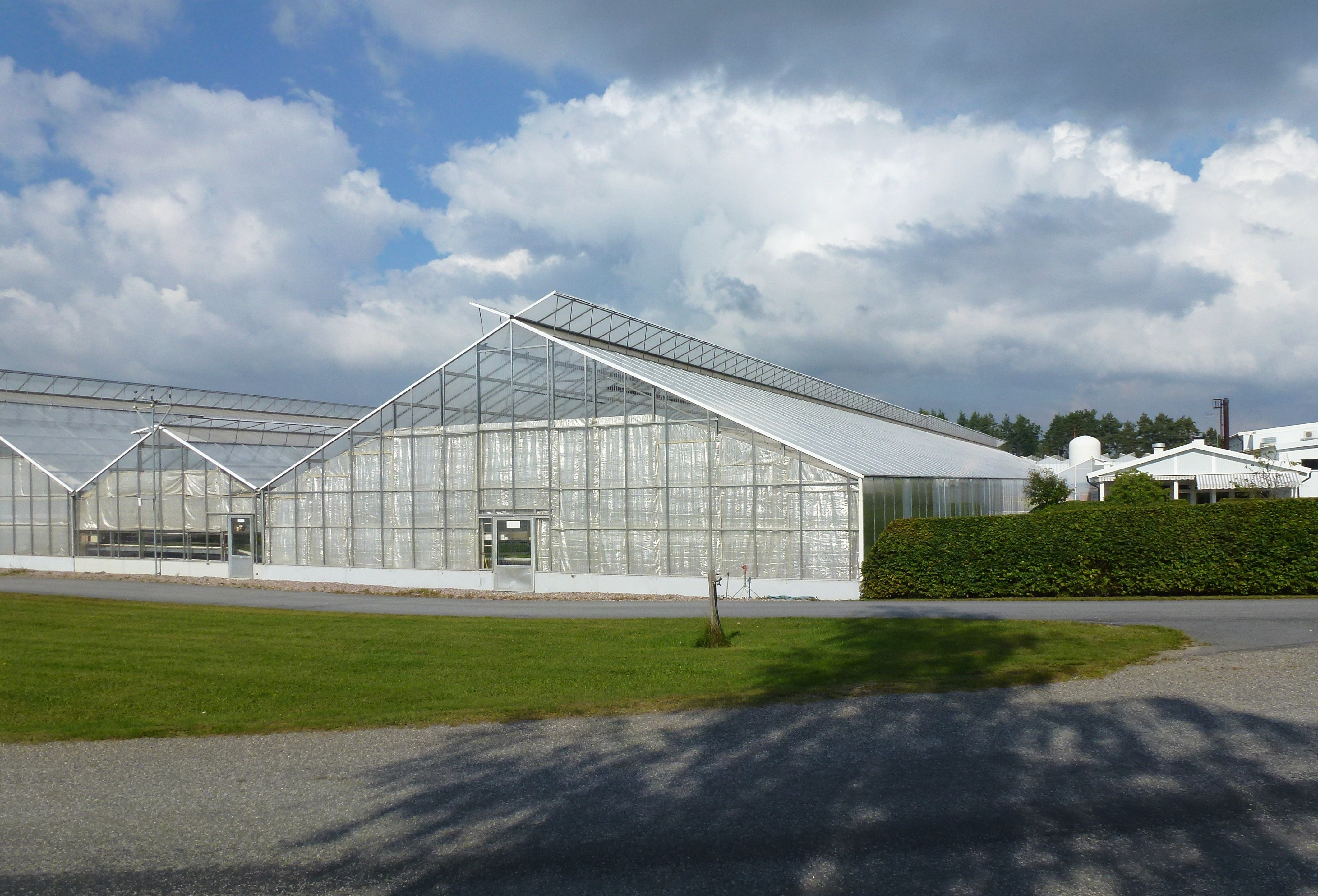
Några av Svegros växthus i Torslunda.

Svegro AB (äldre stavning Swegro) är en svensk grönsaksodlare med anläggningar och huvudkontor vid Torslunda gård i Svartsjö, Ekerö kommun. Företaget bildades 1960.

## Historik
Namnet ”Swegro” inregistrerades av Thore Norman år 1960 och året därpå började man sälja grönsaker, rotfrukter och potatis i Klarahallen i centrala Stockholm. Produkterna kom huvudsakligen från Gotland, Östergötland och från trakten kring Kalmar och Örebro. När Årsta partihallar öppnade 1962, flyttade Svegro sin verksamhet dit. Lager fanns i källaren av Tullhuset (Fiskhallen 2) och kontor i övervåningen på Importhallen.
År 1972 förvärvade familjen Norman Thorslunda gård i Svartsjö, Ekerö kommun och egen grönsaksodling började i större skala. År 1983 invigdes Svegros första växthus och företaget kunde nu erbjuda svenskodlad sallat i kruka året runt. Samtidigt blev lokalerna i Årsta partihallar för trånga. Lokalbehovet löstes 1988 genom en ny anläggning med lager och kontor på östra partihallsområdet, där man blev granne med Olle Hartwig AB, ICA och Martin Olsson. När Swegro bestämde sig för direktdistribution till sina kunder blev huset i Årsta partihallar överflödigt och såldes år 2000 till Martin Olsson.
År 1985 började äldste sonen Per Norman i firman och blev verkställande direktör 1998. En annan son, Patric Norman, blev 1997 affärsområdeschef för sallat och örter i Thorslunda Växthus AB. År 2008 fick Svegro en ny grafisk- och förpackningsdesign och ”w” i firmanamnet ersattes av ”v”. År 2011 började ett samarbete med Sales Support. Familjen har överlåtit två tredjedelar av företgsgruppen till utomstående intressen, ledningen ligger dock kvar i familjen.